# Коффи (округ, Джорджия)
Ко́ффи (англ. Coffee County) — округ штата Джорджия, США. Население округа на 2000 год составляло 37 413 человек. Административный центр округа — город Дуглас.

## История
Округ Коффи основан в 1854 году.

## География
Округ занимает площадь 1551.4 км2.

## Демография
Согласно Бюро переписи населения США, в округе Коффи в 2000 году проживало 37 413 человек. Плотность населения составляла 24.1 человек на квадратный километр.